# 아르툠 주바
아르툠 세르게예비치 주바(러시아어: Артём Серге́евич Дзюба, 1988년 8월 22일 ~, 모스크바)는 러시아의 축구 선수이다. 현재 러시아 프리미어리그의 로코모티프 모스크바 소속으로, 포지션은 공격수이다.